# 道の駅しちのへ
道の駅しちのへ（みちのえきしちのへ）は、青森県上北郡七戸町字荒熊内にある国道4号の道の駅である。かつては七戸文化村（しちのへぶんかむら）という愛称が使用されていたが、現在は愛称を制定していない。

## 歴史
- 1993年（平成5年）4月22日 - 道の駅に登録される。
- 1994年（平成6年） - 開駅[2]。
- 2015年（平成27年）1月30日 - 重点道の駅候補に選定される[3]。
- 2021年（令和3年）6月11日 - 防災と災害支援拠点として青森県内で唯一（選定時点）の「防災道の駅」に選定される[4][5][6][7]。

## 施設
- 駐車場
  - 普通車：178台[2]
  - 大型車：16台[2]
  - 身障者用：7台[2]
- トイレ（24時間利用可能）
  - 男性・女性用：48器[2]
  - 身障者用：1器[2]
- 物産館（スペイン生活文化館、9:00 - 18:00）[2]
  - レストラン絵馬（10:00 - 15:00）[2]
- 産直施設 七彩館（9:00 - 18:00）
- 花き展示館[2]
- 道路・観光情報館[6]
- しちのへ秋まつり山車展示館（10:00 - 17:00、冬季は閉館）
- 七戸町立鷹山宇一記念美術館（10:00 - 18:00、公式サイトも参照）[2]
  - 絵馬館
  - スペイン民芸資料館
- 敷地内には東京優駿（日本ダービー）で優勝したヒカルメイジとコマツヒカリの銅像がある。

### ギャラリー

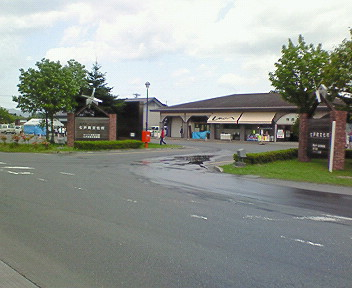
正門
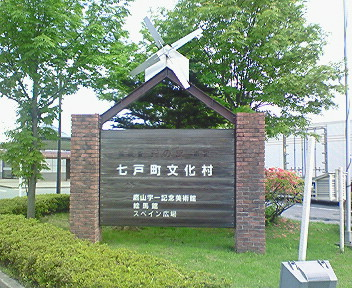
正門看板（リニューアル前）
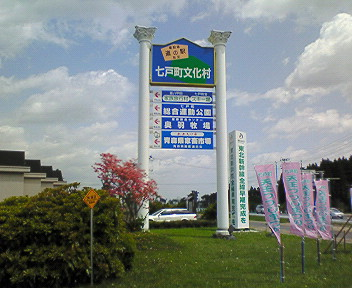
バイパス側沿いにある案内看板（リニューアル前）。
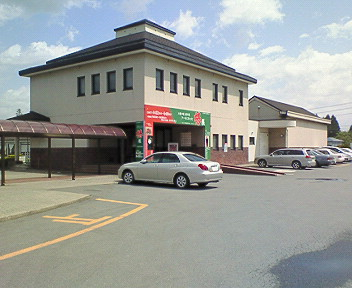
鷹山宇一記念美術館
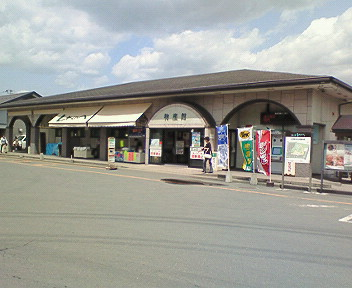
物産館（リニューアル前）

## 休館日
七戸町立鷹山宇一記念美術館のみ
- 毎週月曜日（祝日の場合は翌日）、年末年始

その他の施設
- 3月31日（年末年始にも休館の場合あり）

## アクセス
- 国道4号 - 登録路線

鉄道
- 東日本旅客鉄道（JR東日本）東北新幹線 七戸十和田駅から徒歩

路線バス
停留所名は「道の駅しちのへ」で、以下の路線が道の駅に乗り入れている。
- 七戸町コミュニティバス（全路線）[8]
- 十和田観光電鉄（十鉄バス） まかど温泉行き、三本木営業所行き（いずれも1日数本の運行）[9]

## 周辺
- 青森県警察 七戸警察署
- 中部上北広域事業組合消防本部・中央消防署
- イオン七戸ショッピングセンター